# 全国人大机关服务中心
全国人大机关服务中心，是全国人民代表大会常务委员会办公厅直属事业单位。

## 简介
全国人大机关服务中心的职责是：为全国人大各项会议和机关办公与职工生活提供后勤服务。全国人民代表大会、常委会会议、委员长会议和专门委员会会议服务；机关办公服务；机关职工生活服务；承办机关委托事项。
全国人大机关服务中心北戴河休养院（对外又称碧螺湖宾馆），位于河北省秦皇岛市北戴河区金山路5号，隶属于全国人大机关服务中心。经全国人大常委会委员长会议批准，1991年7月成立全国人大干部培训中心，担负全国人大系统的县处、厅局级干部的培训任务，设在河北省秦皇岛市北戴河区。全国人大干部培训中心成立后，自1992年5月正式开始举办各种培训班。1997年起进行工商登记成为全民所有制企业。该中心又称全国人大常委会办公厅北戴河管理处。后来该中心更名全国人大机关服务中心北戴河休养院并沿用至今。2016年主管部门（出资人）由全国人大干部培训中心改为全国人大机关服务中心。该单位作为培训机构的名称后改为“全国人大北戴河培训基地”。1995年时，这里占地面积10余万平方米，规划建筑面积2万平方米，已完成建筑面积1.3万余平方米，设有专家教授楼、学员宿舍楼、学员大小餐厅，可容300余人的报告大厅，10余个会议室，园林式庭院，并且设有阅览室、网球场、海水浴场、闭路电视等。

## 历任领导
| 主任 …… - 袁吉亮（？—？） - 张新民（？—） | 副主任 …… - 张香连（？—？） - 吴秀萍（？—？） |